# Salinas de Oro/Jaitz
Salinas de Oro/Jaitz (spanisch Salinas de Oro, baskisch Jaitz) ist ein nordspanisches Dorf und eine Gemeinde (municipio) mit 112 Einwohnern (Stand: 2024) im Süden der Autonomen Gemeinschaft Navarra. 

## Lage und Klima
Die Gemeinde Salinas de Oro/Jaitz liegt gut 27 km (Fahrtstrecke) westsüdwestlich von Pamplona bzw. ca. 55 km nordöstlich von Logroño in einer Höhe von ca. 675 m. Das Klima ist gemäßigt bis warm; Regen (ca. 792 mm/Jahr) fällt überwiegend im Winterhalbjahr.

## Bevölkerungsentwicklung
| Jahr      | 1970 | 1981 | 1991 | 2001 | 2011 | 2021 |
| Einwohner | 613  | 520  | 497  | 530  | 118  | 108  |

## Sehenswürdigkeiten
- Michaeliskirche
- Peterskapelle
- Hieronymuskapelle
- Ruine der Salvatorkapelle

## Persönlichkeiten
- Emiliana de Zubeldía (1888–1987), Pianistin und Komponistin